# موديول فيتروفي

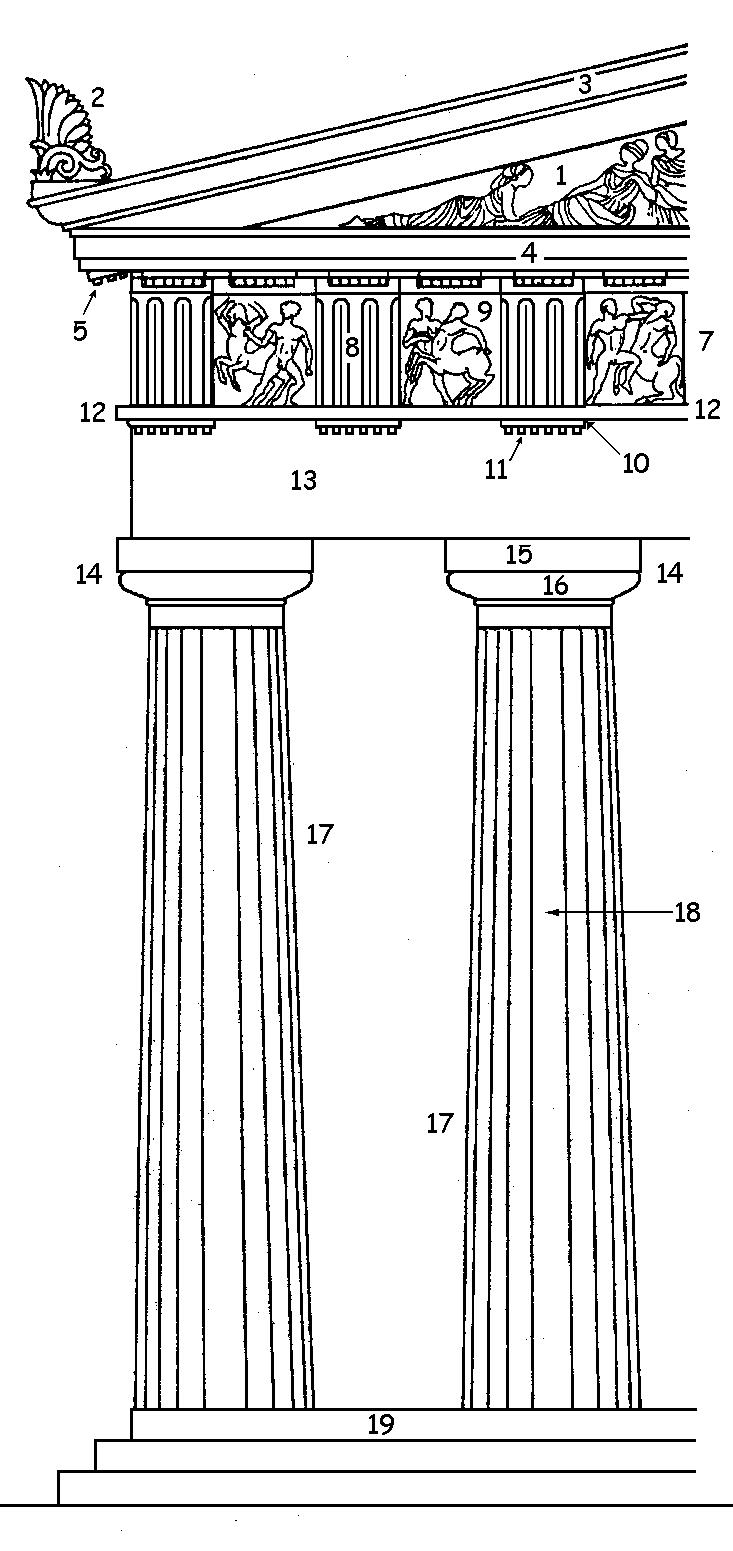
أعمدة دورية - نظام كلاسيكي.

الموديول الفيتروفي (بالإنجليزية: Vitruvian module) هو مصطلح لاتيني يعنى: مقياس، تم استخدامه بين المعماريين الرومان بشكل موافق لأقطار العمود الروماني الأصلي. تم استخدام مصطلح «موديول» لأول مرة من قبل المعمار الروماني فيتروفيوس (المجلد الثالث)، وقد تم تسخيره من قبل المعماريين الإيطاليين في عصر النهضة لتحديد الحصص النسبية للأجزاء المختلفة من النظام الكلاسيكي. في القرن السادس عشر، قام المنظرون بتقسيم وحدة الموديول إلى ثلاثين جزءا تسمى "minutes"، مما سمح بقدر أكبر من الدقة مما كان موجود وقت فيتروفيوس، الذي كان يقسمه إلى ستة أجزاء.
أوضح المعمار البريطاني اسحق وير في كتابه «النظام الكلاسيكي، الكتب الأربع لعمارة أندريا بالاديو 1738» أن العمود الدوري هو المثال في وحدات الموديول للبناء. الموديول الذي اختاره كان لقطر عمود كامل مأخوذ من القاعدة. وقد تبين أن أطوال الأعمدة مع الأسطح المعمدة (architrave وfrieze) بدون الكورنيش تساوي وحدة موديول واحدة.
كان الميل في مدرسة الفنون الجميلة على نحو مماثل لاعتماد القطر العمودي كما هو في الموديول عند تحديد ارتفاع العمود أو السطح المعمد أو أي من فروعه، وبالتالي وحدة الموديول يمكن أن يمتد معنها بشكل عام كجزء وحدوي يعطي وحدة قياس لكل شئ. في التعليم، على سبيل المثال، يمكن تقسيم الدروس إلى وحدات.